# Iglesia de Santo Domingo de Guzmán (Burgos)
La iglesia parroquial de Domingo de Guzmán es un templo católico de la ciudad de Burgos (Castilla y León, España).
El templo está situado en la plaza Dos de Mayo, a la derecha del colegio Sagrada Familia.
La iglesia, de arquitectura singular, fue finalizada en 1975 y quedó al cuidado de los dominicos. En 2015, los frailes dominicos abandonaron Burgos, quedando la parroquia bajo la responsabilidad del Arzobispado.